# 坂本国際墓地

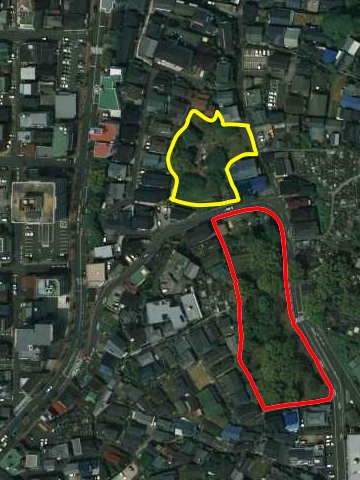
長崎市坂本町・目覚町周辺の航空写真（2010年撮影）。1888年に坂本国際墓地（赤枠線内）が、1903年に道路を挟んだ隣接地に新坂本国際墓地（黄枠線内）が開設された。
国土地理院 地図・空中写真閲覧サービスを基に作成

坂本国際墓地（さかもとこくさいぼち）は、長崎県長崎市坂本町・目覚町にある外国人墓地。長崎市が管理している。
ここでは、坂本国際墓地に隣接する外国人墓地である新坂本国際墓地（しんさかもとこくさいぼち）についても記述する

## 概要

### 坂本国際墓地
埋葬者が増えて手狭になった大浦国際墓地の代わりとして、1888年（明治21年）4月に浦上山里村に開設された外国人墓地である。敷地面積5,594平方メートル、区画数は337で、日本人を含む14か国の325名が埋葬されており、埋葬者の数では長崎で最も大規模な外国人墓地である。
墓地は入口と通路からの距離から1等・2等・3等の3等級に区画が分けられており、イギリス人やアメリカ人などの他、ユダヤ人や義和団事件で犠牲となったベトナム人・フランス水兵がそれぞれの区域に分けて埋葬されている。また、原爆投下後の救護活動に尽力した元長崎医科大名誉教授で、長崎市名誉市民の永井隆と、その妻緑（原爆で爆死）も共に埋葬されている。

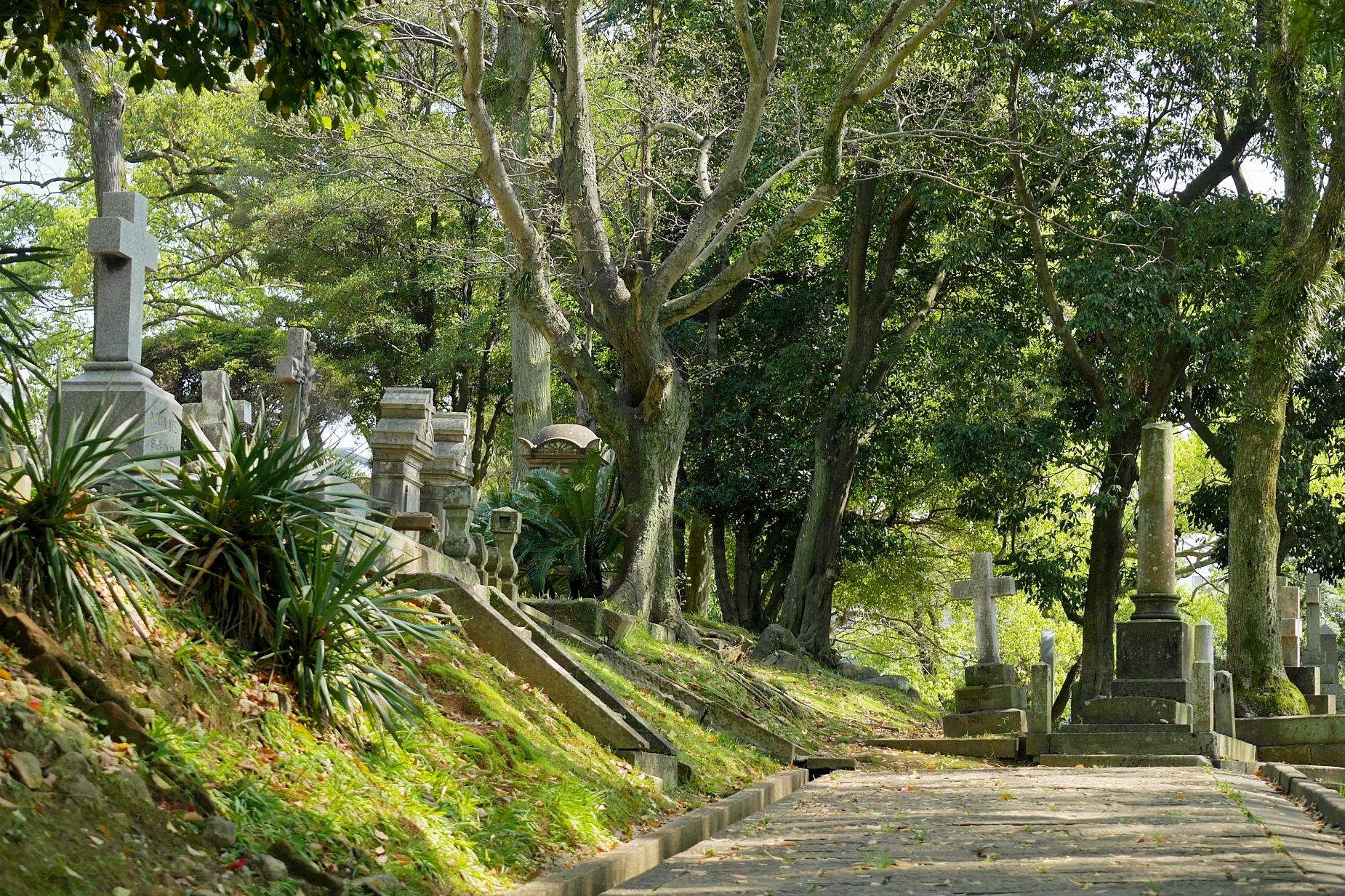
墓地内の通路と墓碑
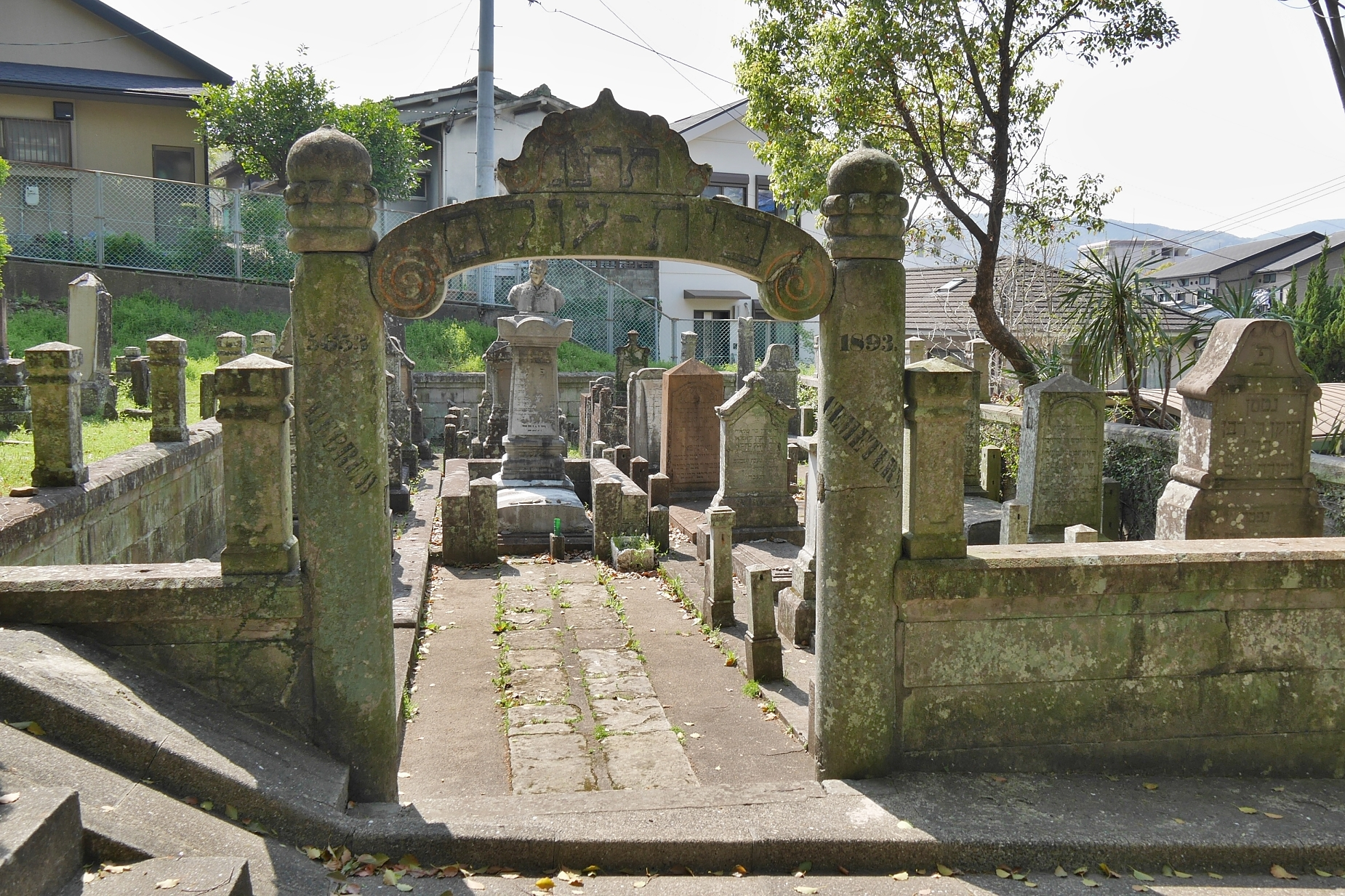
ユダヤ人区域。門のアーチ部分にはヘブライ語で「永遠の住まい」と刻まれている

### 新坂本国際墓地
坂本国際墓地が手狭になったことから、1903年（明治36年）に道路を挟んで隣接する敷地に開設された。
1908年（明治41年）より供用が開始され、近代日本において様々な分野で功績を残した著名人が埋葬されている。2004年（平成16年）にはトーマス・ブレーク・グラバー夫妻の墓碑が、長崎市の史跡に指定された。
日本人を含む13か国・117名が埋葬されており、1991年（平成3年）現在で約70基ほど墓碑が現存する。入口左手のレンガ塀に囲まれた敷地はユダヤ人区域として準備されたもので、61区画が準備されていたが、長崎のユダヤ人コミュニティの衰退もあり、実際には僅か5区画のみの利用に留まった。

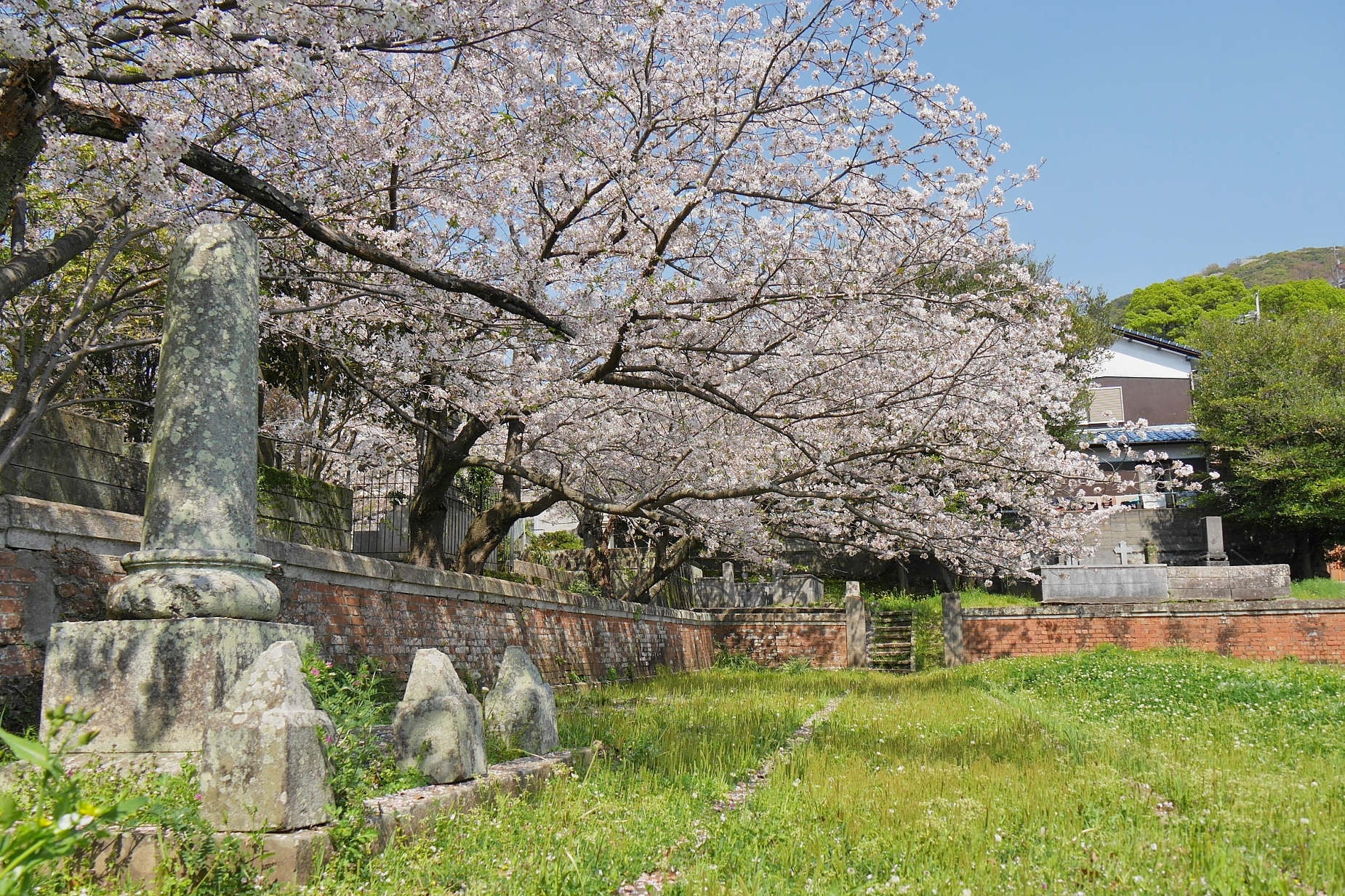
ユダヤ人区域。広大な敷地に僅かばかりの墓碑が建っている。

## 開設までの経緯
長崎における外国人墓地の歴史は、1602年（慶長7年）、貿易の基盤を築くべく来日した中国人が、当時市街地に唯一存在した仏寺で長崎港西岸にある悟真寺の檀家となり、彼らがその周辺に築いた唐人墓地がそのはじまりであるとされる。1654年（承応3年）に出島に住むオランダ人のためのオランダ人墓地が、また1858年（安政5年）にはロシアの軍艦で発生したコレラ犠牲者のためのロシア人墓地が悟真寺の周辺に開設された。1859年（安政6年）の開国後には、居留地や航海中に亡くなったイギリス人やアメリカ人といった西洋人のために稲佐国際墓地が開設されている（稲佐悟真寺国際墓地）。
開国後、長崎の在留外国人が増加するにつれて、彼らの生活圏である長崎港東岸の外国人居留地から対岸に位置する稲佐国際墓地は遠く離れていて不便だったこと。また、稲佐国際墓地の敷地が狭く拡張の余地がなく、居留地では稲佐に代わる国際墓地開設を求める機運が高まった。居留地の領事代表であるイギリス領事は、居留地の近隣にある妙行寺の持地に、新たな外国人墓地の開設を求めて日本側と交渉。1861年（文久元年）、江戸幕府は居留地近隣の大浦郷字山仁田（現在の川上町）に大浦国際墓地を開設した。
明治時代になると、長崎在留の外国人は増加の一途をたどり、大浦国際墓地の埋葬者数も増加した。1884年（明治17年）に敷地を拡張するもののすぐ手狭となり、このままでは隣接する住居・住民の衛生面に影響をおよぼす可能性が生じたことから、明治政府は長崎県を通じて各国領事館と交渉。大浦国際墓地を閉鎖する代わりとして1888年（明治21年）、浦上山里村（現在の坂本町・目覚町）に坂本国際墓地が開設された。
なお、坂本国際墓地開設と同時に伝染病患者専用として、浦上渕村（現在の竹の久保町）に伝染病墓地が開設されたが、火葬であれば坂本国際墓地に埋葬可能で利用が伸び悩んだことから1920年（大正9年）に閉鎖となった。伝染病墓地に埋葬済みの遺体は坂本国際墓地や悟真寺国際墓地に移されている。

## 埋葬されている著名人

### 坂本国際墓地
- イライザ・グッドオール - Eliza Goodall - (1893)：イギリス人宣教師[18]。1875年に来崎し、CMS長崎教区で献身的に活動[19]。1879年に女子寄宿学校「ガールズ・トレーニング・ホーム」を開設した[19] 。
- ジークムント・D・レスナー - Sigmund David Lessner - (1920)：オーストリア国籍のユダヤ人実業家[20]。長崎のユダヤ人社会の中心的人物で、食料品の小売・卸売店を経営する傍ら、新坂本国際墓地のユダヤ人区域やシナゴーク（梅香崎に存在。現存せず）の建設に尽力した[21][22]。
- ジョン・C・デビソン - John Carroll Davison - (1928)：アメリカ人宣教師[23]。1873年に来崎し、1876年に「出島メソジスト教会」を開設[24]。キリスト教布教への教育の重要性に気づき、活水女学校（後の活水学院）や加伯利英和学校（後の鎮西学院）開設に貢献[25]。1928年にアメリカ・カルフォルニア州で死去[26]。遺言に基づき坂本国際墓地に埋葬されていた妻エリザベス（1915年に長崎で死去[27]）の墓に合葬された[26][28]。
- 永井隆 (1951)・永井緑 (1945)[2]

### 新坂本国際墓地
- ロバート・I・ボウイ - Robert I. Bowie - (1911)：アメリカ人医師・実業家[29]。個人経営の診療所や石炭を扱う商社を経営する傍ら、専務居留地住人や外国人旅行者向けの病院「聖ベルナルド病院」（小菅町に存在。現存せず）を開設した[30][29]。
- ウィルソン・ウォーカー - Wilson Walker - (1914)：イギリス人実業家[31][12]。1868年に船員として来崎し、「ホーム・リンガー商会」で船長を務める[31]。岩崎弥太郎率いる商船会社「郵便汽船三菱会社」（後の日本郵船）で実績を上げ、同社の船長兼取締役となり、同社退社後はビール製造会社「ジャパン・ブルワリー」（後のキリンビール）の筆頭株主として、一時期支配人も務めた[31]。晩年は長崎でホテルを経営する傍ら、弟ロバート・ウォーカーと共に日本初の清涼飲料水製造会社「バンザイ炭酸飲料社」を設立した[31][12]。
- トーマス・ブレーク・グラバー - Thomas Blake Glover - (1911)・淡路屋ツル(1899)[32]
  - 2004年（平成16年）長崎市の文化財に指定された[11]。
- 倉場富三郎 (1945)・倉場ワカ (1943)[2][32]

### 著名人の墓

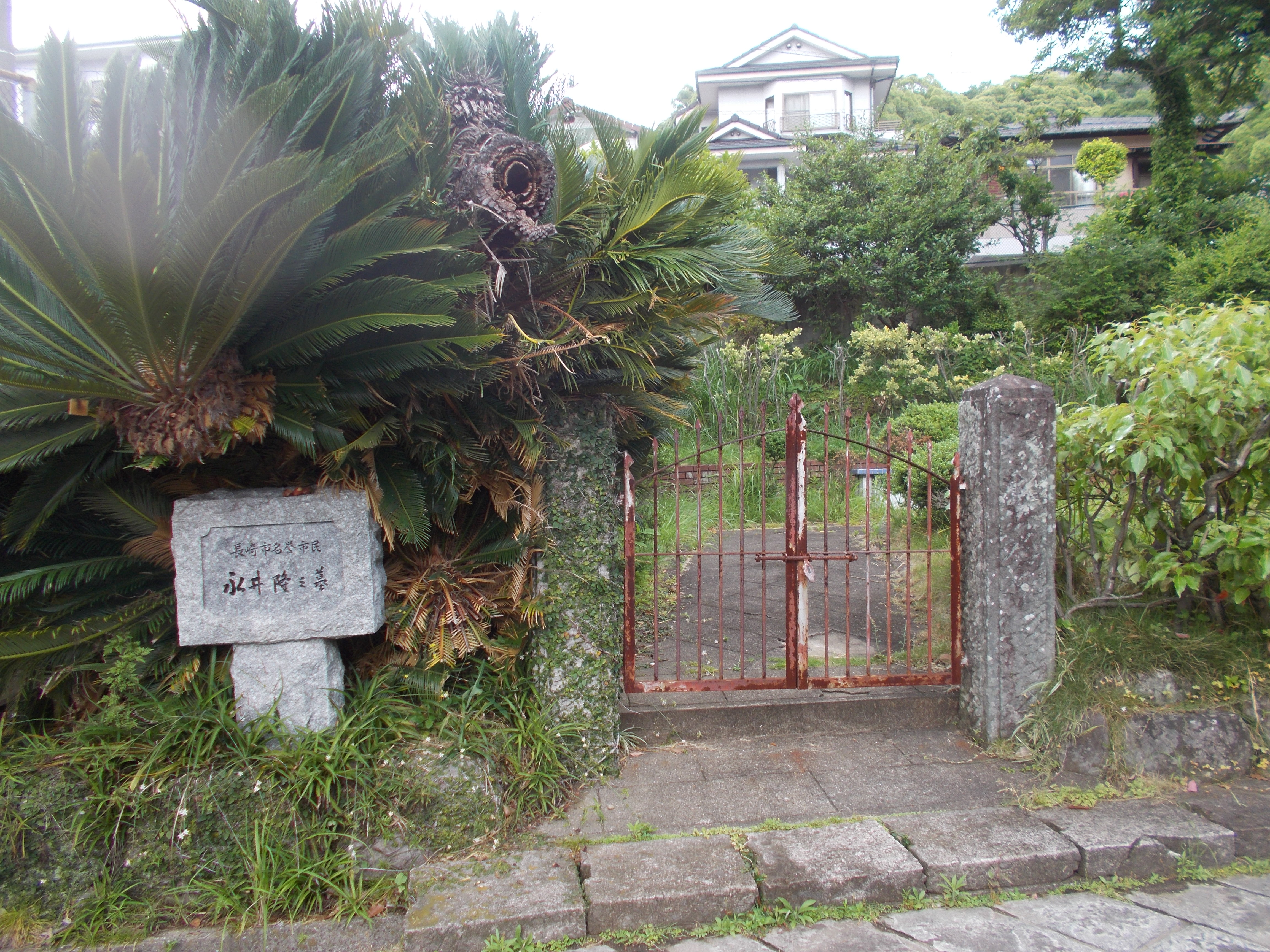
永井隆博士の墓
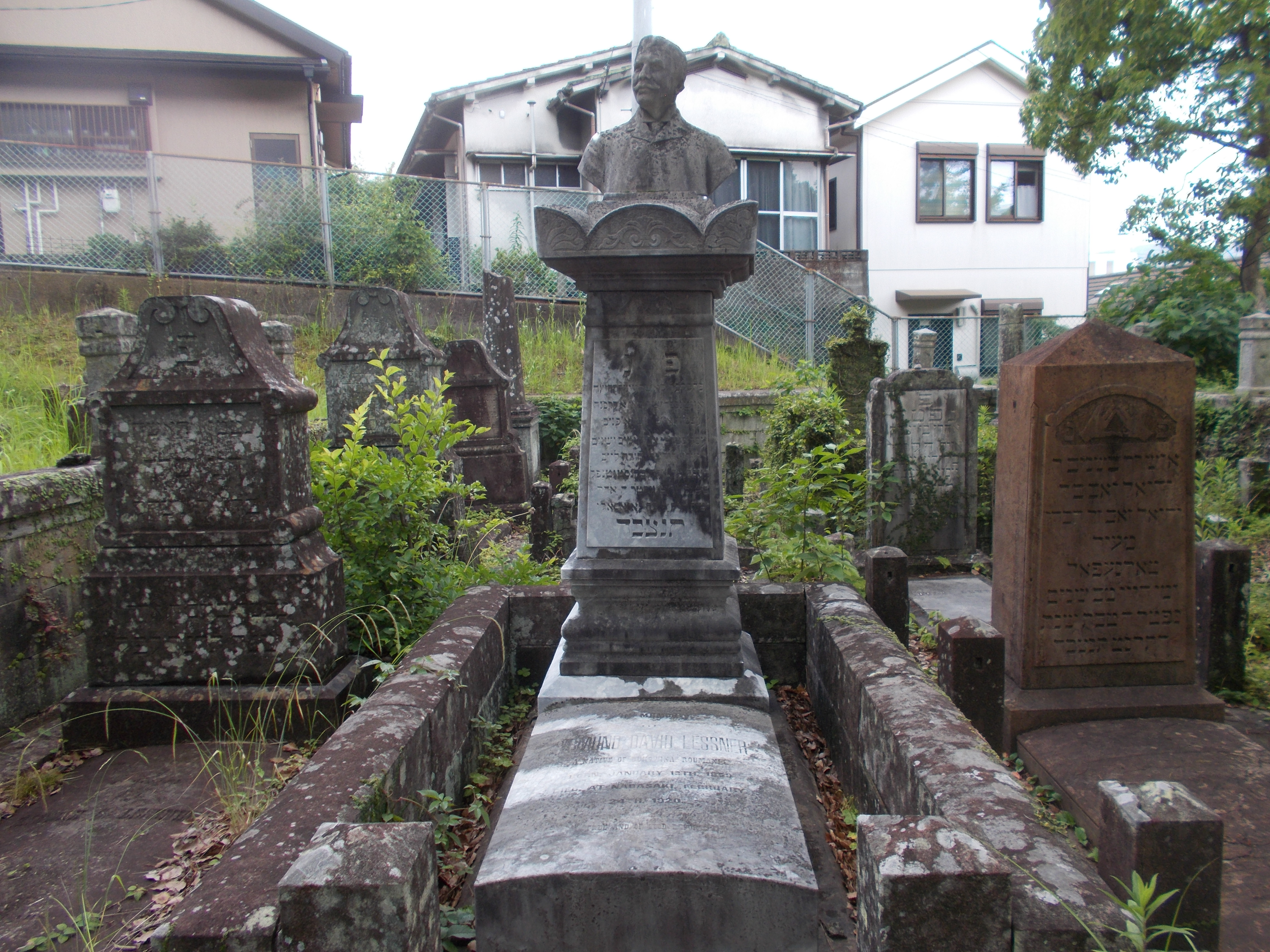
シグムント・D・レスナーの墓
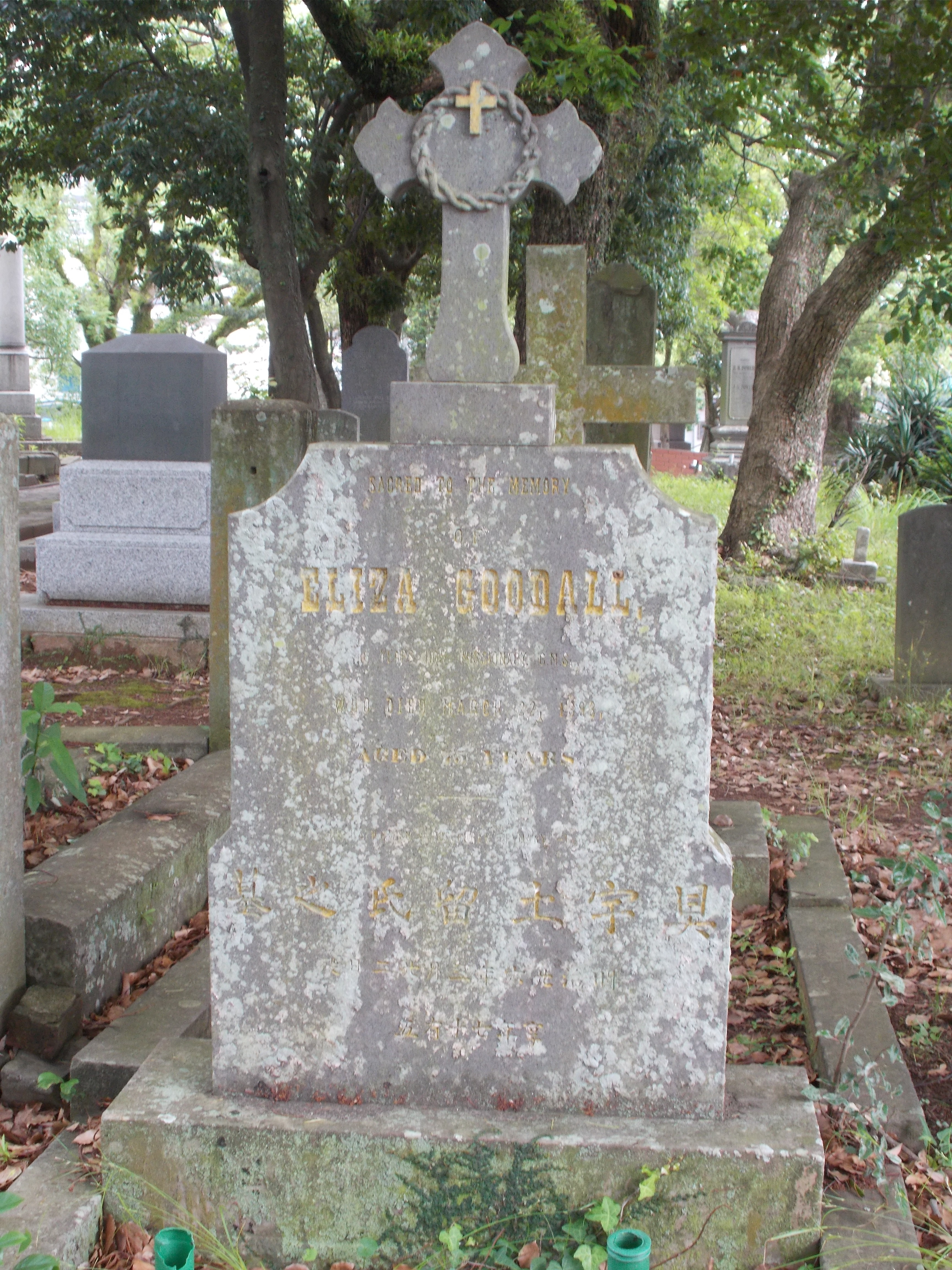
イライザ・グッドオールの墓
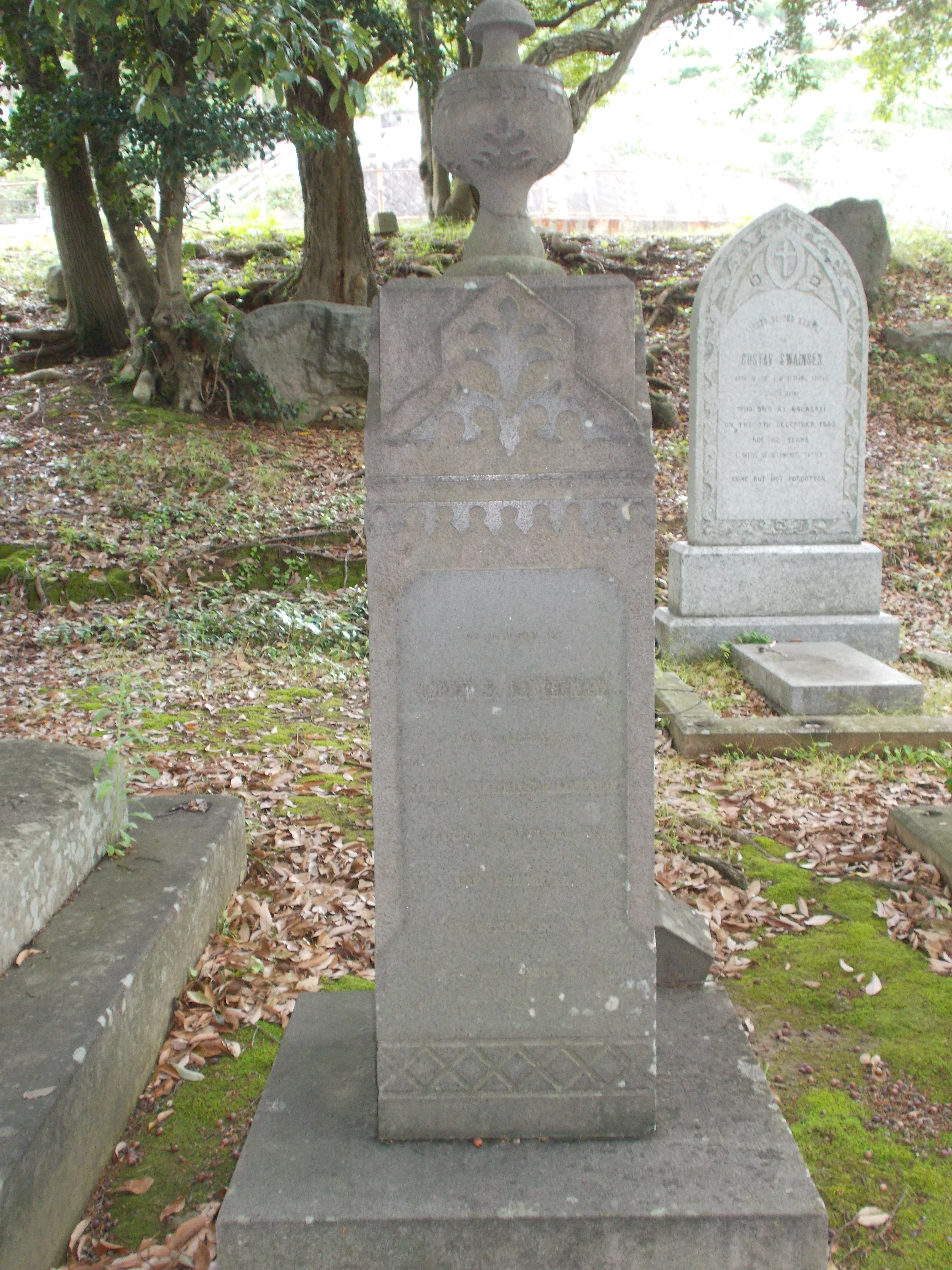
キャリー・ランターマンの墓
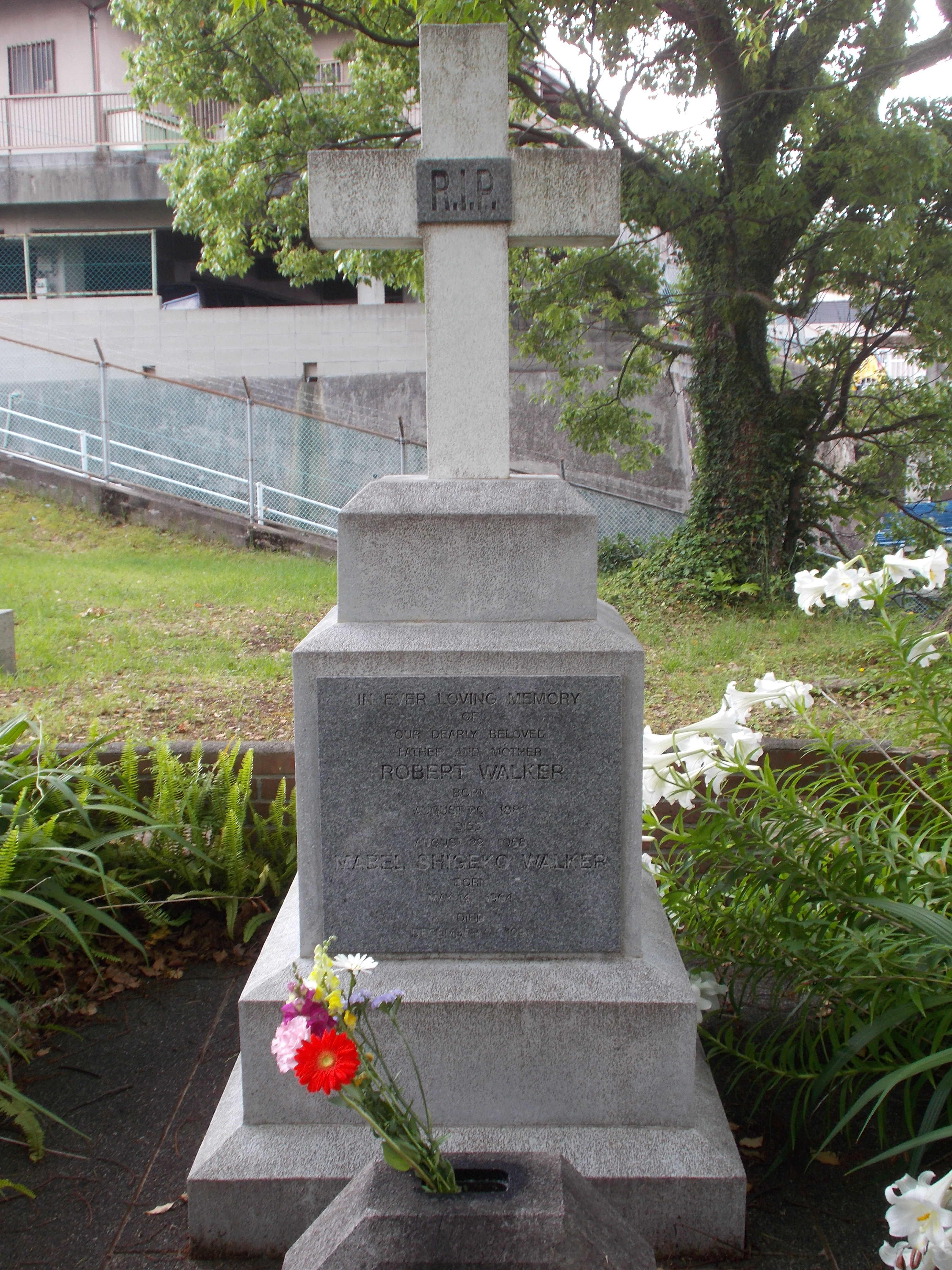
ロバート・ウォーカーJr.の墓
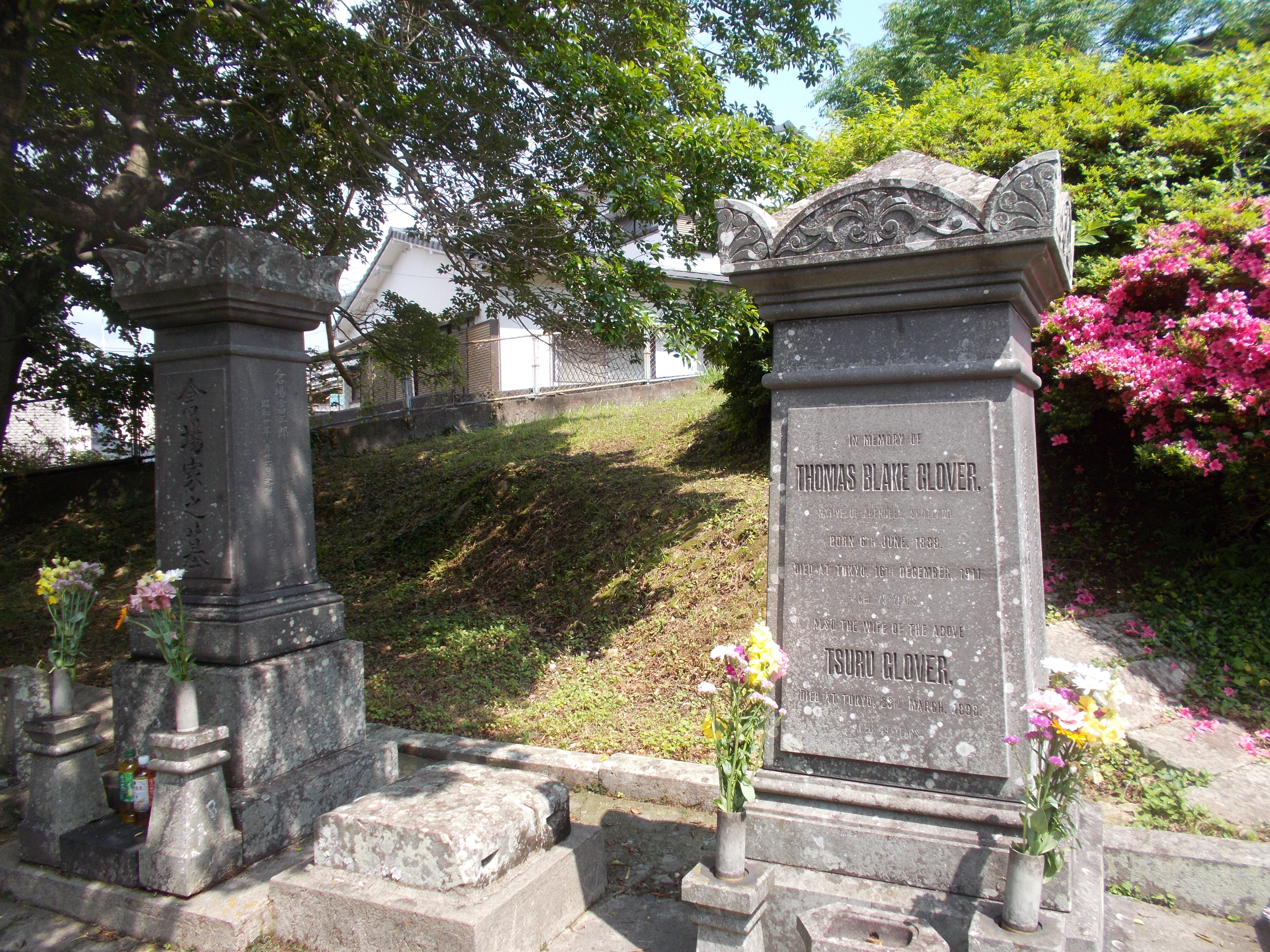
グラバー家の墓